# Комарув-Осада (гміна)
Гміна Комарів-Осада (пол. Gmina Komarów-Osada) — сільська гміна у східній Польщі. Належить до Замойського повіту Люблінського воєводства.
Населення у гміні на 31 грудня 2011 у гміні становило 5362 особи.

## Площа
Згідно з даними за 2007 рік площа гміни становила 122,79 км², у тому числі:
- орні землі: 87 %
- ліси: 7 %

Таким чином, площа гміни становить 6,56 % площі повіту.

## Населення
Станом на 31 грудня 2011:
| Опис     | Загалом | Загалом | Чоловіки | Чоловіки | Жінки | Жінки |
| -------- | ------- | ------- | -------- | -------- | ----- | ----- |
| одиниця  | осіб    | %       | осіб     | %        | осіб  | %     |
| все      | 5362    | 100     | 2641     | 49.25    | 2721  | 50.75 |
| міське   | 0       | 100     | 0        |          | 0     |       |
| сільське | 5362    | 100     | 2641     | 49.25    | 2721  | 50.75 |

## Сусідні гміни
Гміна Комарів-Осада межує з такими гмінами: Криніце, Лабуне, Мьончин, Рахане, Сітно, Тишовце.